# Бутан на Летњим олимпијским играма 2008.
Бутану је ово било седмо учешће на Летњим олимпијским играма. На Олимпијским играма 2008. у Пекингу представљало га је двоје спортиста (један мушкарац и једна жена) који су се такмичили у стреличарству.
Спортисти Бутана на овим играма нису освојили ниједну медаљу, па је Бутан остао у групи земаља које нису освајале олимпијске медаље на свим олимпијским играма на којима су учествовале.

## Резултати

### Стреличарство

#### Мушкарци
| Таши Пелџор | Појединачно | 632 | 54 | Wang Cheng-pang · Кинески Тајпеј · Пор. 100—110 | Није се пласирао | Није се пласирао | Није се пласирао | Није се пласирао | Није се пласирао | Није се пласирао | Није се пласирао | Није се пласирао |

#### Жене
| Стреличарка | Дисциплина  | Пласман  | Пласман | Коло 64 так.                      | Коло 32 так.       | Коло 16 так        | Четвртфинале       | Полуфинале         | Финале             | Финале            |
| Стреличарка | Дисциплина  | Резултат | Пласман | Противник Резултат                | Противник Резултат | Противник Резултат | Противник Резултат | Противник Резултат | Противник Резултат | Место             |
| ----------- | ----------- | -------- | ------- | --------------------------------- | ------------------ | ------------------ | ------------------ | ------------------ | ------------------ | ----------------- |
| Дорџи Дема  | Појединачно | 567      | 61      | Narimanidze Грузија · Пор. 97—107 | Није се пласирала  | Није се пласирала  | Није се пласирала  | Није се пласирала  | Није се пласирала  | Није се пласирала |